# بيغل 2
بيغل 2  هي مركبة فضائية بريطانية شكلت جزءا من بعثة مارس اكسبرس التابعة لوكالة الفضاء الاوروبية عام 2003. سميت نسبة لسفينة بيغل.
 
تم اطلاق مركبة الفضاء بنجاح من بعثة مارس اكسبرس في 19 ديسمبر 2003 وكان من المتوقع هبوطها علي سطح المريخ في 25 ديسمبر، ولكن لم تصل أي معلومات من المركبة في الوقت المحدد لهبوطها على المريخ، واعلنت وكالة الفضاء الاوروبية ان البعثة باءت بالفشل في فبراير 2004, بعد محاولات عدة للاتصال بالمركبة الفضائية.
بقي مصير المركبة بيغل 2 مجهولا ويلفه الغموض حتى يناير 2015, عندما تم تحديد مكانها على سطح المريخ في سلسلة من الصور التقطت عبر كاميرا مارس ريكونيسانس أوربيتر التابعة لوكالة ناسا الفضائية. تنبأت الصور بان اثنتين من الالواح الشمسية الاربعة للمركبة فشلت خلال عملية النشر، مما ادى إلى حجب قرن الاستشعار وبالتالي حجب التواصل مع الأرض.

## خلفية

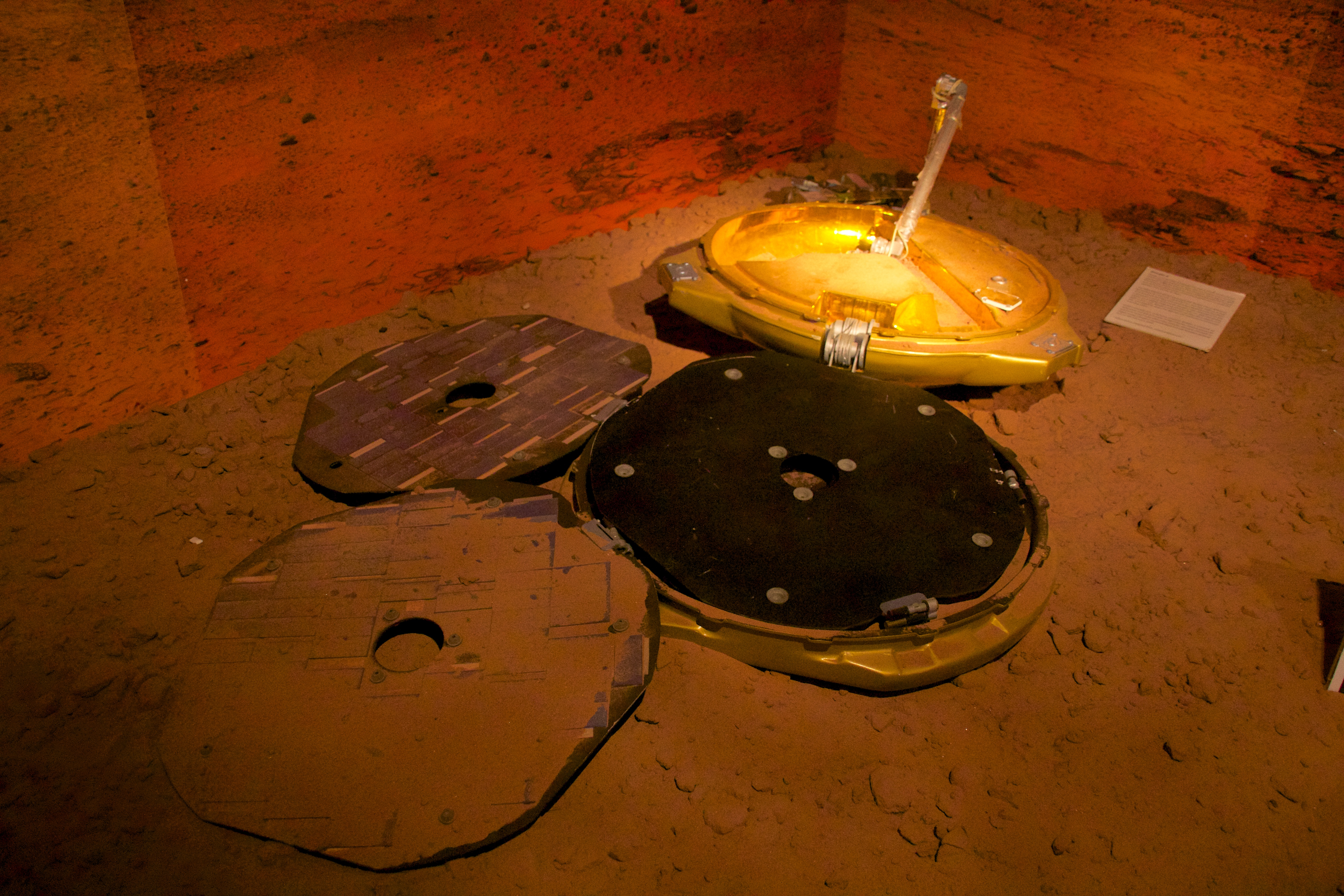
نموذج بيغل 2 في قاعدة اطلاق المركبات الفضائية في ويرال, مرزيسايد, تصور المركبة الفضائية في حالة تشبه تلك التي تم العثور عليها في عام 2015.

وقد صممت بيغل 2 من قبل مجموعة من الأكاديميين البريطانيين برئاسة البروفيسور كولين بيلينغر من الجامعة المفتوحة، بالتعاون مع جامعة ليستر. وكان الغرض منها للبحث عن علامات الحياة علىالمريخ، في الماضي أو الحاضر، واسمها يعكس هذا الهدف، كما أوضح الأستاذ بيلينغر:
«كانت سفينة بيجل هي السفينة التي أخذت داروين في رحلته حول العالم في عام 1830، وأدى ذلك إلى معرفتنا عنالحياة على الأرض مما خلق نقلة نوعية حقيقية، ونحن نأمل أن بيجل 2 ستفعل الامر ذاته بالنسبة للحياة على المريخ.»